# Núi Melbourne
Núi Melbourne là một núi lửa dạng tầng cao 2733 mét ở Victoria Land, Nam Cực, giữa vịnh Wood và vịnh Terra Nova. Nó là một ngọn núi dài với đỉnh hõm chảo chứa đầy băng với vô số nón núi lửa phụ; một trường núi lửa bao quanh núi. Núi Melbourne có thể tích khoảng 180 km3 và bao gồm các mạt vụn núi lửa trầm tích và các dòng dung nham; trầm tích mạt vụn núi lửa cũng được tìm thấy trong băng và đã được sử dụng cho lần phun trào cuối cùng của Núi Melbourne đến 1892 ± 30 AD. Núi lửa hiện không hoạt động nhưng có thể phun trào trở lại.